# قوش‌اگوز
قوش‌اگوز (به اویغوری: قوشئۆگۈز شەھىرى‎‎) و یا شوانگهه (به چینی: 双河市، به پین‌یین: Shuānghé Shì) یک شهر در چین است که در سین‌کیانگ واقع شده‌است. قوش‌اگوز ۷۴۲٫۱۸ کیلومتر مربع مساحت و ۵۳٬۸۰۰ نفر جمعیت دارد.